# Marius Roux
Marius Mathias Suzanne Roux, né le 11 août 1838 à Aix-en Provence et mort le 22 décembre 1905 à Paris (6e), est un journaliste et écrivain français, ami d'Émile Zola.

## Biographie
Fils d'un cafetier, Marius Roux est l'un des condisciples d'Émile Zola à la Pension Notre-Dame d'Aix-en-Provence. Le 13 février 1862, Marius Roux fait jouer au théâtre d’Aix un vaudeville en un acte, Fauvette.
Monté à Paris, il retrouve Zola et rend compte de ses premières œuvres dans Le Mémorial d’Aix.
En 1867, ils adaptent pour le théâtre le roman de Zola, Les Mystères de Marseille. La pièce n'aura que quatre représentations à Marseille, à partir du 5 octobre.
En 1868, Marius Roux entre au Petit Journal. En 1873, Henri Escoffier, rédacteur en chef, le nomme co-secrétaire de la rédaction, avec Louis Bloch. Ils conservent leurs fonctions jusqu’en 1903.
En 1869, Marius Roux et Émile Zola sont les auteurs d'une mystification littéraire : ils publient dans leurs chroniques du Gaulois et du Figaro de faux poèmes de Baudelaire, dont l'auteur est en fait Paul Alexis.
En septembre 1870, Marius Roux fonde avec Zola et Léopold Arnaud, propriétaire du Messager de Provence, un quotidien, La Marseillaise. 70 numéros paraissent du 27 septembre au 16 décembre 1870, mais aucune collection n'a été retrouvée.
Marius Roux et Zola ont longtemps été très proches l'un de l'autre. Avec Paul Alexis, Philippe Solari et Paul Cézanne, Marius Roux est témoin au mariage de Zola le 31 mai 1870. Zola est témoin au mariage de Roux en 1877 et à la déclaration de naissance de sa fille en 1878.
Leur amitié est rompue au moment de l'Affaire Dreyfus, Le Petit Journal ayant adopté une ligne anti-dreysusarde. Lorsqu'Alexandrine Zola édite les lettres de jeunesse de son mari, elle supprime toute allusion à leur passé commun, et en particulier à la compagne de Roux, Marie.

## Œuvres
- Fauvette, comédie-vaudeville en un acte, Aix, Remondet-Aubin, 1863
- Monsieur de Fortengueule[a], Paris, chez tous les libraires, 1867 [lire en ligne]
- Évariste Planchu, mœurs vraies du Quartier Latin, Paris, Dentu, 1869 [lire en ligne]
- L'Homme adultère, Paris, Dentu, 1875 [lire en ligne]
- Eugénie Lamour, mémoires d'une femme, Paris, Dentu, 1877
- La Proie et l'ombre[b], Paris, Dentu, 1878
- La Poche des autres, Paris, Dentu, 1879 [lire en ligne]
- Francis et Mariette, Paris, Dentu, 1884
- La Cornomanie, Paris, Dentu, 1888

### La Proie et l'ombre
Dédié à Flaubert, La Proie et l'ombre a pour personnage principal un peintre, Germain Rambert, dans lequel Cézanne s'est reconnu, et que Zola, quelques années plus tard mettra à son tour en scène sous les traits de Claude Lantier, dans L'Œuvre. C'est le seul ouvrage de Marius Roux qui a fait l'objet de quelques critiques substantielles.
Charles de Senneville écrit dans La Comédie du 1er janvier 1878 : « Le livre de M. Marius Roux ne m'a satisfait qu'à moitié. Toute cette intrigue est longue, recherchée et fatigante en certains endroits fort intéressants. Le style, assez lâché, est émaillé de mots d'argot que l'on dirait emprunté au vocabulaire des hôtes assidus de L'Assommoir. Il est dangereux de s'attaquer à un genre dans lequel M. Émile Zola est sans rival ; ce livre n'est pas vrai, n'est pas vécu comme certains du même genre. »
Joris-Karl Huysmans, dans L'Artiste du 20 avril 1878, est plus favorable : « Le volume de M. Roux est un bon roman naturaliste et avec ses très précieuses qualités d’observation et d’analyse, avec ses scènes bien menées et pleines de détails charmants, il sera un régal pour les délicats qui cherchent, dans un roman, une étude de mœurs, une figure puissamment accusée et mise debout, une figure qui ait, en un mot, la vie ! »
Maxime Gaucher rend compte du livre dans La Revue politique et littéraire du 13 juillet 1878 : Ce livre « nous met sous les yeux les destinées parallèles de l'artiste sage, rangé, passant par les concours, et de l'artiste bohème qui déclame contre la peinture officielle et attend l'inspiration, souvent des années entières. Le contraste parle haut et clair ; de cette morale en action et en partie double découle un utile enseignement. M. Marius Roux n'a pas dédaigné ce procédé un peu primitif. Il résulte de ce parallélisme non interrompu une certaine monotonie. Les scènes d'atelier, de brasserie et de table d'hôte manquent de nouveauté, le peintre bohème de fraîcheur et l'artiste vertueux de physionomie. J'aimais mieux les livres d'Henry Murger. »
Pus récemment, Paul Smith considère que le roman se focalise plus sur les conditions politiques et sociales en arrière-plan de la peinture de Cézanne, que sur la personnalité de l'artiste.